# 始巨豬屬
始巨豬屬（學名Eoentelodon）是一類細小及原始的巨豬科。牠們生存於始新世中期的中國。牠們非常細小，只有現今豬的大小，比北美洲的短腿巨豬屬稍為細小。
始巨豬屬最初被認為與短腿巨豬屬是同一類動物。後來於2007年發現牠們不單與短腿巨豬屬不同，而且是副巨猪（Proentelodon）的近親。